# Caridina amoyensis
Caridina amoyensis е вид десетоного от семейство Atyidae.

## Разпространение и местообитание
Видът е разпространен в Китай (Фудзиен).
Обитава крайбрежията на сладководни басейни и потоци.